# سلامة الأغواني
سلامة الأغواني فنان شعبي سوري من مواليد دمشق 1909 وتوفي سنة 1982

سلامة الأغواني في شبابه

ازدهر فن المونولوغ السياسي والاجتماعي في سوريا منذ أوائل الثلاثينيات بفضل الشاعر الشعبي «سلامة الأغواني» الذي نظم وغنى في كل أغراضه، وتمكن خلال فترة قصيرة من التأثير على الجماهير التي كانت تتلقف وتحفظ كل ما يغني وينظم لأنه استطاع التعبير عن عواطف الناس ومشاعرهم وعدائهم للمستعمر الفرنسي.

## سيرته
عمل سلامة الأغواني في بداية حياته سائقاً على خط دمشق ـ بيروت ودمشق ـ الزبداني قبل أن يغدو موظفاً خبيراً لدى وزارة الأشغال العامة،
اعتزل سلامة الأغواني الفن وأخذ يلازم الاستديو الإذاعي الصغير الذي أسسه منذ العام 1970، وكان ينصرف فيه إلى تنقية أعماله الفنية الأولى التي سجلها بصوته على اسطوانات شركتي بيضا فون وسودوا الوطنية، بتسجيلها ثانية على أشرطة إذاعية. ويحتفظ ابنه «روحي الأغواني» بمعظم إنتاجه، كما تحتفظ ابنته هي الأخرى بنسخ أصلية لبعض أغانيه.

## وفاته
توفى سلامة الأغواني في السادس من آب عام 1982 عن عمر يناهز الواحدة والسبعين، دون أن يترك لورثته ثروة ما، إلا أنه ترك لهم ما هو خير وأبقى... ترك تلك الأمجاد التي خلدها بمونولوغاته الشعبية التي تنضح بالوطنية والنقد الاجتماعي، والتي يزيد عددها على المئتي مونولوغ.

## من أعماله
ما شفت متل بلادي
أنا بصوتي بنادي
فيها انجرح فؤادي
يلعن الفرنساوي
وليسمع مين ما كان

نحن الشوفيرية
منركب بالماكينة        
ركبنا ناس كتير
ومين بيسوق حمير
نحن يا جدعان
أشكال وألوان
وعرفنا مين الأمير
ومين قاضي نسوان
بلا حسبك بلا نسبك
إن عجبك وإلا ما عجبك
بلا علمك بلا أدبك
غير الليرات ما بتحكي
لو كان عمرك فوق الستين
خشخش ليراتك وكون أمين

## وصلات خارجية
- سلامة الأغواني على موقع أرشيف الشارخ.